# Heinrich von Tschirschky
Le comte Heinrich Leonhard von Tschirschky und Bögendorff (né le 15 août 1858 à Hosterwitz, quartier de Dresde - mort le 15 novembre 1916 à Vienne) est un diplomate et homme politique allemand.
Heinrich Leonhard von Tschirschky est tour à tour secrétaire d'État aux Affaires étrangères et ambassadeur à Vienne notamment pendant la crise de juillet 1914.

## Biographie
Heinrich von Tschirschky est le fils du comte Otto Julius von Tschirschky und Bögendorff (de), directeur général des chemins de fer d'État du royaume de Saxe (de) et descendant de la famille von Tschirschky, d'ancienne aristocratie de Bohême. Il est fonctionnaire au ministère de la Justice du royaume de Saxe à partir de 1881, puis entre au ministère des Affaires étrangères de l'Empire allemand en 1883. Il est secrétaire du secrétaire d'État Herbert von Bismarck en 1885-1886, puis secrétaire de légation à l'ambassade de Vienne. Il est ensuite envoyé à Athènes et à Berne et enfin devient conseiller de légation à l'ambassade allemande de Constantinople, en 1893. Deux ans plus tard, il est nommé au même poste à l'ambassade de Saint-Pétersbourg, place Saint-Isaac. Il est ministre résident au Luxembourg en 1900 et envoyé de la Prusse au grand-duché de Mecklembourg et des villes de la Ligue Hanséatique, en 1902. Il rencontre souvent l'empereur Guillaume II à partir de 1900 et l'accompagne dans ses voyages. Il est ainsi cosignataire du pacte de Björkö sur l' Étoile polaire, à l'été 1905, ce qui sera révélé après la chute de l'Empire russe.

### Secrétaire d'État
Le comte von Tschirschky est nommé secrétaire d'État des Affaires étrangères, le 17 janvier 1906, après la mort du baron von Richthofen et ne demeure qu'un an à ce poste. Le baron von Schoen lui succède, le 8 octobre 1907. Cependant le comte s'y trouve à une période charnière. En effet la conférence d'Algésiras du 16 janvier 1906 met fin aux espérances allemandes et aboutit à résoudre la première crise marocaine avec la France. Lorsque la flotte franco-espagnole procède fin 1906 à des manœuvres en mer au large du Maroc, le comte von Tschirschky s'exprime devant le Reichstag, le 7 décembre 1906. Il déclare que le gouvernement allemand n'est pas disposé à des mesures de rétorsion. Le même jour, l'Assemblée nationale à Paris met fin à la crise de Tanger.
Il prépare aussi avec son homologue danois, Johan Henrik von Hegermann-Lindencrone, la convention d'option (de) du 11 janvier 1907 qui traite entre autres de la question de la frontière germano-danoise au nord du Schleswig, en litige depuis la guerre de 1864. Un petit groupe de population danoise à donc la possibilité d'opter pour la nationalité allemande ou la nationalité danoise.

### Ambassadeur à Vienne
Le comte von Tschirschky est finalement nommé ambassadeur de l'Empire à Vienne. Il prend part, le 13 décembre 1913, aux discussions des alliés de la Triplice (Empire allemand, Empire austro-hongrois, Royaume d'Italie) sur l'éventualité de la guerre. Il partage, avec le chef de l'état-major austro-hongrois, le maréchal Conrad von Hötzendorf, le point de vue selon lequel la situation a empiré pour la Triplice face à la Triple-Entente.
Au moment de la crise de juillet, il convainc le ministre austro-hongrois des Affaires étrangères, le comte Berchtold, d'attaquer la Serbie.